# Rescue Me
Rescue Me är en amerikansk TV-serie med start 2004 och med Denis Leary i huvudrollen.

## Om serien
Rescue Me handlar om karaktären Tommy Gavin (spelad av Denis Leary) och hans liv som brandman och familjefader. Han är mitt uppe i en separation med sin hustru, har fullt upp på jobbet och blir inblandad i en rad andra saker, samtidigt som hans psykiska tillstånd är labilt efter 11 september-attackerna.
Man får också följa de andra brandmännen på New York City's Truck Company 62 i deras respektive liv. 
Drama blandas med svart humor på ett sätt som fått många kritiker att hylla serien, och tittarsiffrorna har varit överraskande bra i hemlandet USA.
Manuset är skrivet av Denis Leary tillsammans med Peter Tolan. Seriemanuset influeras i mångt och mycket av 11 september-attackerna som karaktären Tommy Gavin slåss med traumatiska minnen ifrån. 
Denis Leary producerar också serien och är med och väljer ut musiken.

## Sändningar i svensk TV
TV6 har sänt första säsongen och sände under vintern/våren 2007 den andra säsongen.

## Säsonger
Det har spelats in 7 säsonger av Rescue Me och serien avslutades under 2011 efter en bruten säsong.
Säsong 1: 13 avsnitt (2004)
Säsong 2: 13 avsnitt (2005)
Säsong 3: 13 avsnitt (2006)
Säsong 4: 13 avsnitt (2007)
Säsong 5: 22 avsnitt (2009)
Säsong 6: 10 avsnitt (2010)
Säsong 7: 9  avsnitt (2011)